# Суперкубок Англії з футболу 1971
Суперкубок Англії з футболу 1971 — 49-й розіграш турніру, який відбувся 7 серпня 1971 року. Чинний чемпіон Англії та володар кубка країни «Арсенал» відмовився від участі у змаганні. Тому учасниками цьогорічного матчу за Суперкубок стали переможець Другого дивізіону Футбольної ліги Англії «Лестер Сіті» та фіналіст кубка Англії «Ліверпуль».
| Володар Суперкубка Англії 1971 |
| ------------------------------ |
|                                |
| «Лестер Сіті» Перший титул     |

## Учасники
| Клуб          | Участей | Роки (жирним виділено перемоги) |
| ------------- | ------- | ------------------------------- |
| «Лестер Сіті» | дебют   | дебют                           |
| «Ліверпуль»   | 4       | 1922, 1964, 1965, 1966          |

## Матч

### Деталі
| 7 серпня 1971 |

| «Лестер Сіті» | 1–0      | «Ліверпуль» |
| ------------- | -------- | ----------- |
| Вітворт 15'   | Протокол |             |

| Філберт Стріт, Лестер Глядачів: 25 104 Арбітр: Пет Партрідж |

|  |  |

| В                |  | Пітер Шилтон    |  |                  |
| З                |  | Стів Вітворт    |  |                  |
| З                |  | Джон Сйоберг    |  |                  |
| З                |  | Грем Кросс      |  |                  |
| З                |  | Девід Ніш       |  |                  |
| ПЗ               |  | Джон Фаррінгтон |  |                  |
| ПЗ               |  | Боббі Келлард   |  |                  |
| ПЗ               |  | Джон Саммелс    |  |                  |
| ПЗ               |  | Ленні Гловер    |  | Замінений        |
| Н                |  | Алістер Браун   |  |                  |
| Н                |  | Родні Ферн      |  |                  |
| Заміни:          |  |                 |  |                  |
| З                |  | Малколм Манлі   |  | Вийшов на заміну |
| Головний тренер: |  |                 |  |                  |
| Джиммі Блумфілд  |  |                 |  |                  |

| В                |  | Рей Клеменс   |  |     |
| З                |  | Кріс Ловлер   |  |     |
| З                |  | Томас Сміт    |  |     |
| З                |  | Ларрі Ллойд   |  |     |
| З                |  | Алек Ліндсі   |  |     |
| ПЗ               |  | Іан Каллаган  |  |     |
| ПЗ               |  | Емлін Г'юз    |  |     |
| ПЗ               |  | Стів Гайвей   |  |     |
| ПЗ               |  | Браян Голл    |  | 46' |
| Н                |  | Ейлун Еванс   |  | 60' |
| Н                |  | Боббі Грем    |  |     |
| Заміни:          |  |               |  |     |
| ПЗ               |  | Пітер Томпсон |  | 46' |
| Н                |  | Джон Тошак    |  | 60' |
| Головний тренер: |  |               |  |     |
| Білл Шенклі      |  |               |  |     |